# Djiguiba Keïta
Pour les articles homonymes, voir Keïta.
Djiguiba Keita, homme politique et ancien Ministre malien de la Jeunesse et des sports est né en 1958 à Kogoni dans le cercle de Niono. 

## Biographie
Juriste diplômé  de l'Université de Montpellier, Djiguiba Keïta  a enseigné  à l'Université de Paris-Dauphine en France et à l'École nationale d'administration de Bamako.

## Sources
Ministre de la jeunesse et des sports:Djiguiba Keita»